# John Laurens
Pour les articles homonymes, voir Laurens.
Fils de Henry Laurens (en), qui sera le 5e président du Congrès continental en 1777-1778, John Laurens est né le 28 octobre 1754 à Charleston (Caroline du Sud) et tué à la bataille de la rivière Combahee (en), le 27 août 1782.
Très jeune, il devient, au côté de Alexander Hamilton, aide de camp du général Washington.
Il part en France le 28 octobre 1780, sur la frégate l'Amazone que commande La Pérouse, avec le fils de Rochambeau, pour demander l'envoi de renforts au corps expéditionnaire et des subsides financiers.
De retour à Boston en août 1781, il reprend sa place auprès de Washington. À Yorktown, avec Hamilton et sous le commandement de La Fayette, il participe le 14 octobre à la prise d'une des redoutes clefs de la défense anglaise, capturant celui qui la commandait.
La fin de la guerre le voit combattre en Caroline du Sud, après avoir vainement tenté d'obtenir du gouvernement provincial de créer des unités composées de noirs qui seraient ainsi affranchis. Il est tué dans l'une des dernières escarmouches de la guerre sur le continent américain, le 27 août 1782.

## Source
- (en) Gregory D. Massey, John Laurens and the American Revolution, Columbia, University of South Carolina Press, 2000, 327 p. (ISBN 978-1-57003-330-8, OCLC 43703113, lire en ligne)